# Complete Tapes 1974
Complete Tapes 1974 – dwupłytowy album polskiego zespołu rockowego SBB, zawierający niemal kompletny zapis dwóch koncertów, jakie odbyły się 18 i 19 kwietnia 1974 roku w warszawskim klubie "Stodoła" (cały koncert z 19 kwietnia, jako bonusy – utwory, które następnego dnia nie były przez zespół grane albo były, ale w innych wersjach). Część utworów nigdy nie była udostępniona na żadnym nośniku, inne natomiast, które stanowiły debiutancką płytę zespołu (SBB), ukazane są tutaj po raz pierwszy w pełnych wersjach. Reżyserem nagrań, dokonywanych dla Polskich Nagrań Muza był Ryszard Poznakowski. Dwupłytowy (2 CD) album wydany został w 2007 w formie digipacku przez Metal Mind Productions w limitowanym nakładzie.

## Muzycy
- Józef Skrzek – śpiew, fortepian, syntezator Davolisint, gitara basowa, harmonijka ustna
- Apostolis Anthimos – gitara
- Jerzy Piotrowski – perkusja

## Lista utworów
CD 1
| 1. | "I Need You, Baby"                 | 3:53    |
|    |                                    |         |
| 2. | "Odlot" (w tym: "Odlecieć z wami") | 24:11   |
|    |                                    |         |
| 3. | "Wizje" (w tym: "Erotyk")          | 25:24   |
|    |                                    |         |
| 4. | "Wicher w polu dmie"               | 16:28   |
|    |                                    |         |
|    |                                    | 1:09:56 |
|    |                                    |         |
CD 2
| 1. | "Pamięć z nami" (w tym: "Ku pamięci", "Wyjątek z wolności")                                | 15:39   |
|    |                                                                                            |         |
| 2. | "Zostało we mnie"                                                                          | 12:11   |
|    |                                                                                            |         |
| 3. | "Wolność do tyłu" (w tym: "Przed premierą", "Freedom With Us", "Who Knows", "360 do tyłu") | 19:39   |
|    |                                                                                            |         |
| 4. | "I Need You, Baby" [bonus]                                                                 | 5:06    |
|    |                                                                                            |         |
| 5. | "Zostało we mnie" [bonus]                                                                  | 5:49    |
|    |                                                                                            |         |
| 6. | "Figo-Fago" [bonus]                                                                        | 13:44   |
|    |                                                                                            |         |
| 7. | "Rock For Mack" [bonus]                                                                    | 3:32    |
|    |                                                                                            |         |
|    |                                                                                            | 1:15:40 |
|    |                                                                                            |         |

## Informacje uzupełniające
- Inżynier dźwięku – Fryderyk Babiński
- Projekt oryginalnej okładki i logo – Kazimierz Hałajkiewicz